# Acanthocyclops carolinianus
Acanthocyclops carolinianus – gatunek widłonoga z rodziny Cyclopidae. Opisał go w 1944 roku amerykański biolog Harry Clay Yeatman, nadając mu nazwę Cyclops carolinianus.